# Mary Moser
Mary Moser fou una pintora de flors anglesa (filla del també artista George Michael Moser) i una de les artistes més cèlebres de la Gran Bretanya del segle xviii.

## Biografia
Com el seu pare, formà part dels membres fundadors de la Royal Academy of Arts el 1768 (una dels dos únics membres fundadors femenins) i el 1805 en fou proposada per a la presidència. Les seues petites obres florals d'estil holandès es van fer molt populars i decorà tota una habitació amb peces florals (vers el 1795) a Frogmore per a la reina Carlota.

## Curiositats
Després de la mort de Mary Moser el 1819, cap dona més fou triada com a membre de ple dret a la Royal Academy of Arts fins a l'elecció de Laura Knight el 1936.

## Galeria

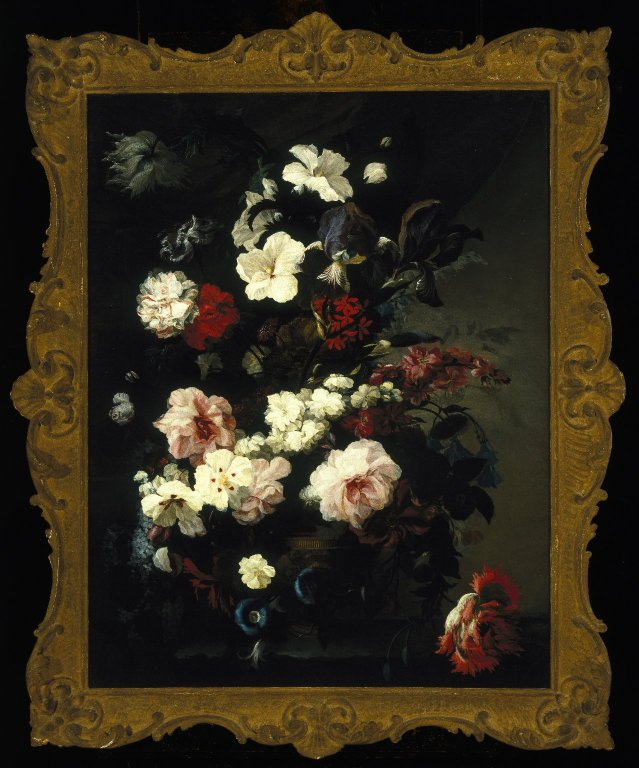
Flowers, Still Life (cap a 1780, oli sobre tela, 86,4 x 66,7 cm, Museu de Brooklyn, Nova York)
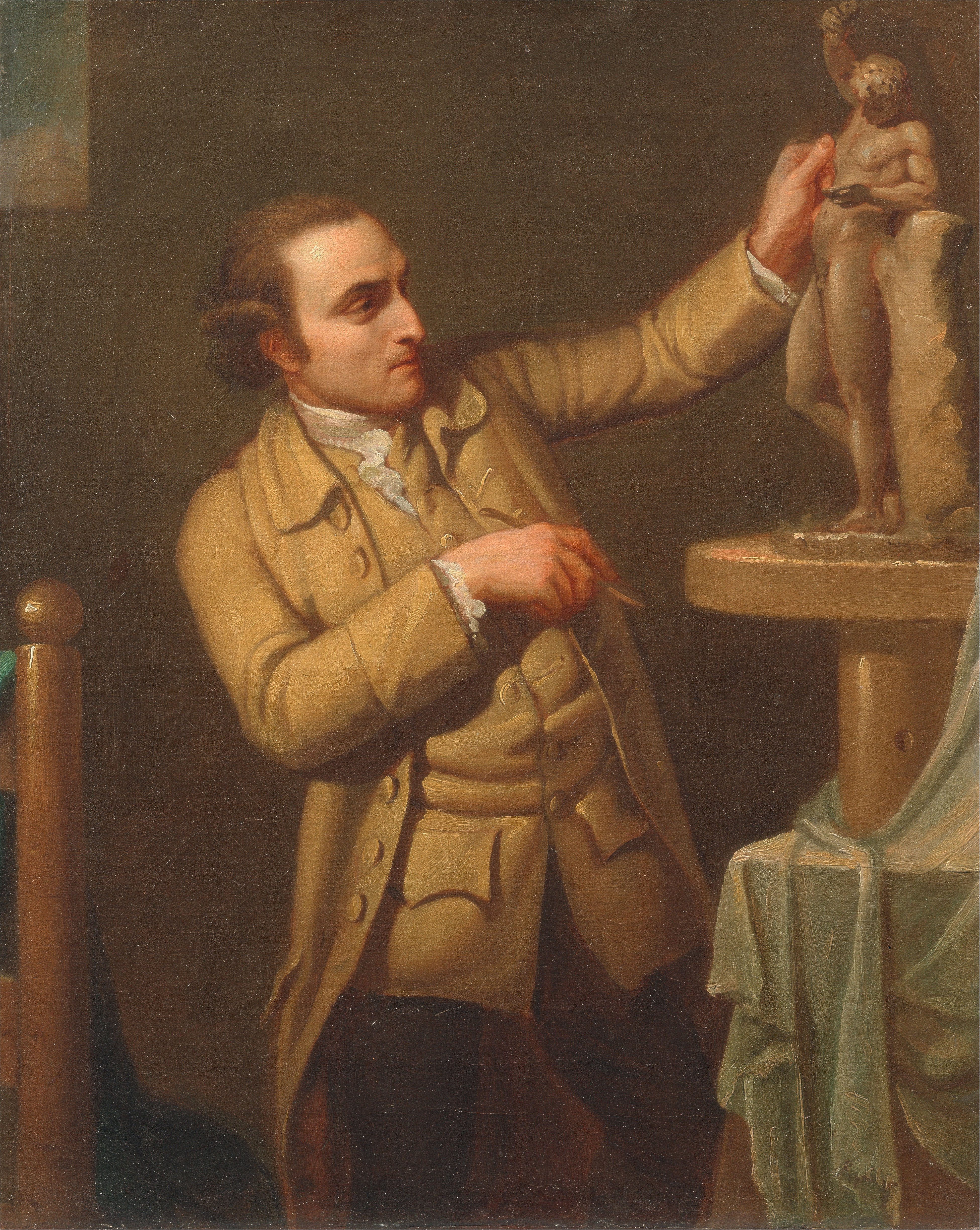
Retrat de Joseph Nollekens (entre 1770 i 1771, oli sobre tela, 635 mm x 483 mm, Centre d'Art Britànic de Yale, New Haven, Connecticut)
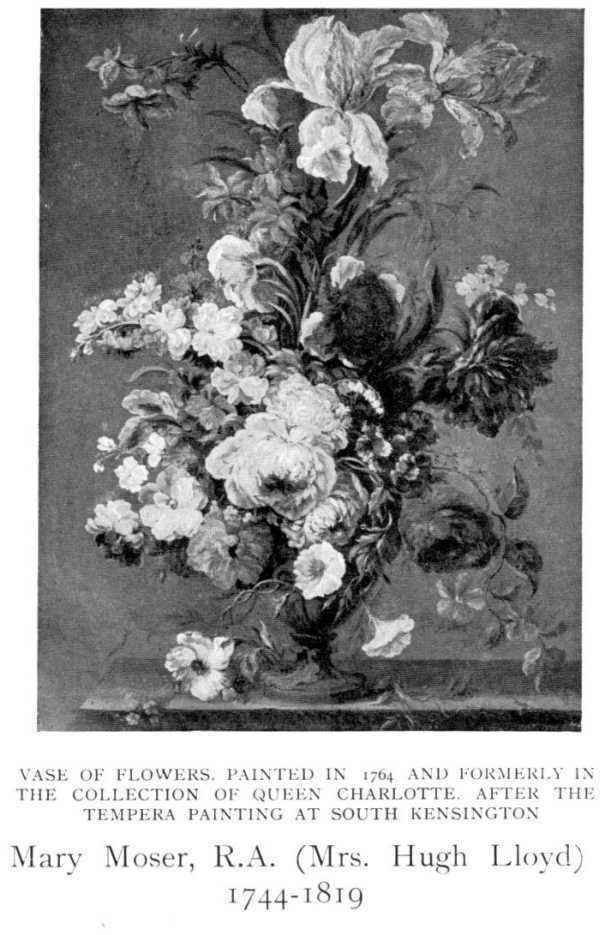
Un gerro amb flors (1764)